# پرندگان خشمگین ۲
«پرندگان خشمگین ۲» (انگلیسی: Angry Birds 2) یک بازی ویدئویی در سبک بازی ویدئویی معمایی است که توسط راویو انترتینمنت و در سال ۲۰۱۵ و در پلتفرم‌های آی‌اواس و اندروید و ویندوز منتشر شده‌است. پرندگان خشمگین ۲ یک ریبوت بسیار عالی از این سری است که آن را به ریشه‌های خود برگردانده است. این بازی گرافیک زیبا و محیطی پویا و زنده را دارا است. انیمیشن‌ها بسیار روان‌تر شده و افکت‌های متنوع و خنده داری دارد. هم چنین مود آرنا که قبلاً آن را در پرندگان خشمگین حماسه دیده بودیم نیز به این بازی اضافه شده‌است.